# Peter A. Levine
Pour les articles homonymes, voir Levine.
Peter A. Levine, né en 1942, est un psychothérapeute américain. Spécialiste de la thérapie des traumatismes psychiques, il a fondé sa société, Somatic Experiencing.

## Biographie
Peter Levine obtient un doctorat en biophysique médicale à l'université de Californie à Berkeley puis il travaille comme consultant en matière de stress.
Il est l'auteur de l'ouvrage traduit en français sous l'intitulé Réveiller le tigre, guérir du traumatisme et coauteur de Trauma through a Child’s Eyes, Awakening the Ordinary Miracle of Healing (« Le trauma vu par un enfant, réveiller le miracle ordinaire de la guérison ») et Trauma-Proofing Your Kids, A Parents Guide for Instilling Confidence, Joy and Resilience (« Imperméabiliser vos enfants des traumatismes, un guide pour les parents pour inculquer la confiance en soi, la joie et la résilience »). Il a décrit sa compréhension de la cohérence avec l'acronyme SIBAM.
En octobre 2010, il reçoit le prix de l'Association for Body Psychotherapy.

## Publications récentes
- Waking the tiger, healing trauma, 2002, édition française : Réveiller le tigre, guérir du traumatisme, Charleroi, Socrate Éditions Promarex
- Healing Trauma: A Pioneering Program for Restoring the Wisdom of Your Body, 2008.
- Trauma Through a Child's Eyes: Awakening the Ordinary Miracle of Healing. North Atlantic Books, 2006.
- Sexual Healing. Transforming the Sacred Wound, 2003.